# 18151 Licchelli
18151 Licchelli este un asteroid din centura principală de asteroizi.

## Descriere
18151 Licchelli este un asteroid din centura principală de asteroizi. A fost descoperit pe 29 iulie 2000 la Stația Anderson Mesa în cadrul programului LONEOS. Asteroidul prezintă o orbită caracterizată de o semiaxă mare de 3,11 ua, o excentricitate de 0,32 și o înclinație de 2,4° în raport cu ecliptica.